# Ford Comète
La Ford Comète è un'autovettura di fascia alta prodotta dal 1951 al 1954 dalla Casa automobilistica franco-statunitense Ford SAF.

## Profilo

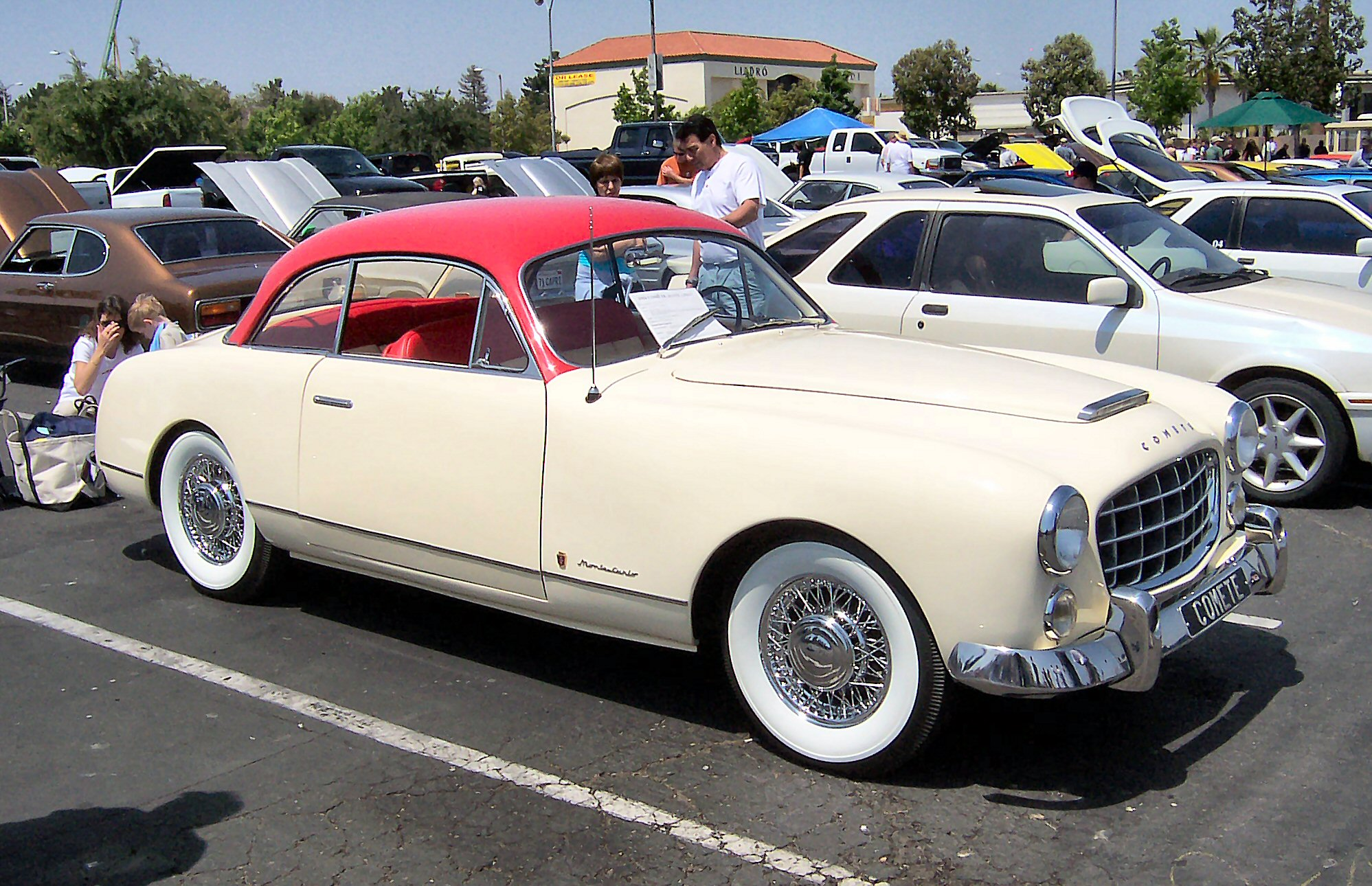
Una Ford Comète Monte Carlo

Basata sulla contemporanea Ford Vedette, la Comète era una coupé di fascia alta proposta come variante sportiveggiante della grossa berlina.

Esteticamente la Comète ricordava molto nei tratti le contemporanee Studebaker. La linea era assai filante e molto elegante. specialmente nel caso di esemplari con verniciatura bicolore.

Meccanicamente era identica alla Vedette: montava quindi un V8 da 2158 cm³ in grado di erogare una potenza massima di 66 CV a 4400 giri/min. La distribuzione era a valvole laterali. Le sospensioni riprendevano dalla Vedette lo schema MacPherson a ruote indipendenti sull'avantreno.
 La trazione era posteriore ed il cambio era a 3 marce, una soluzione poco consona ad una vettura sportiveggiante.
La velocità massima era di oltre 130 km/h.
Nel 1953 fu lanciata la Comète Monte-Carlo, equipaggiata dal V8 da 3923 cm³ e 105 CV che già equipaggiava la Vendôme. In questo modo, la Comète raggiunse prestazioni più elevate. Nell'ordine dei 150 km/h.

Quando nel 1954 la Ford francese fu rilevata dalla SIMCA, la produzione della Comète fu interrotta nel 1955.